# Число Кэрола
Число Кэрола — это целое вида {\displaystyle 4^{n}-2^{n+1}-1}.
Эквивалентная форма — {\displaystyle (2^{n}-1)^{2}-2}.
Несколько первых чисел Кэрола:
−1, 7, 47, 223, 959, 3967, 16 127, 65 023, 261 119, 1 046 527 (последовательность A093112 в OEIS).
Числа Кэрола впервые изучены Клетусом Эммануэлем (Cletus Emmanuel), назвавшим числа именем своего друга — Кэрола Г. Кирнона (Carol G. Kirnon).
Для n > 2 двоичное представление n-го числа Кэрола состоит из n − 2 последовательных единиц, единственного нуля и еще n + 1 последовательных единиц, или, в алгебраической форме,
{\displaystyle \sum _{i\neq n+2}^{2n}2^{i-1}.}
Таким образом, например, 47 выглядит как 101111 в двоичном виде, а 223 как 11011111. Разница между 2n-м простым числом Мерсенна и n-м числом Кэрола равна {\displaystyle 2^{n+1}}.
Это даёт ещё одно эквивалентное выражение для чисел Кэрола, {\displaystyle (2^{2n}-1)-2^{n+1}}.
Разница между n-м числом Кайни и n-м числом Кэрола равна (n + 2)-й степени двух.
Начиная с 7 каждое третье число Кэрола делится на 7.
Таким образом, чтобы число Кэрола было простым числом, его индекс n не может иметь вид 3x + 2 для x > 0.
Первые несколько чисел Кэрола, являющихся также простыми числами:
7, 47, 223, 3967, 16 127 (A091516).
К июлю 2007 года наибольшее известное число Кэрола, являющееся простым, — число для n = 253 987, имеющее 152 916 знаков. Оно найдено Клетусом Эммануэлем (Cletus Emmanuel) в мае 2007 года, используя программы MultiSieve и PrimeFormGW.
Это 40-е простое Кэрола.
7-е число Кэрола и 5-е простое число Кэрола (16 127) является также простым, если переставить цифры в обратном порядке. 12-е число Кэрола и 7-е простое Кэрола (16 769 023) имеет то же свойство.